# Màscara de Pakal
La màscara de Pakal és una peça funerària de jade trobada a la tomba de K'inich Janaab' Pakal, governant de l'antiga ciutat de Palenque, a l'estat mexicà de Chiapas. La peça, la va trobar al 1952 l'arqueòleg Alberto Ruz Lhuillier dins la tomba d'aquest governant com a peça més important del seu aixovar funerari. Fou restaurada en la dècada dels 2000 per temptar de recuperar l'aspecte originari, que correspondria als trets fisonòmics de Pakal. Ara forma part de la col·lecció del Museu Nacional d'Antropologia de Mèxic i n'és una de les peces de major valor.
La peça original estava formada per més de 340 tessel·les de jade d'unes sis tonalitats diferents de verd, 4 aplicacions de petxina i 2 discs d'obsidiana decorats amb pigment negre que fan de pupil·les.